# Глюк, Христиан Фридрих фон
Христиан Фридрих фон Глюк (нем. Christian Friedrich von Glück; 1755—1831) — немецкий юрист, специалист по римскому праву. Автор «Подробного объяснения Пандектов по Хеллфельду» (1790—1830) — 34-томного комментария к Пандектам, написанного по методу И. А. Хелльфельда и после смерти Глюка доведенного другими учеными до 49-го тома (1889).

## Биография
Христиан Фридрих фон Глюк родился 1 июля 1755 года в городе Галле (Саксония-Анхальт). Изучал юриспруденцию в 1770—1776 в университете Галле, а 16 апреля 1777 года получил там же докторскую степень. После семи лет преподавательской деятельности в альма-матер, в 1784 году он перевёлся в Университет Эрлангена, где стал профессором права. 
 

В конце XIX века российский правовед В. М. Нечаев на страницах «Энциклопедического словаря Брокгауза и Ефрона» написал следующий отзыв о Х. Ф. фон Глюке: 
«Не обладая ни обширным творческим умом, ни склонностью к обобщающей и систематизирующей работе, Г. оставил, тем не менее, по себе вечную память в науке своим «Ausführliche Erläuterung der Pandecten nach Hellfeld», вышедшим из-под собственного пера Г. в 34 томах, достигшим теперь, под рукой нескольких работавших над ним после смерти Г. ученых, до 50 т. и все-таки еще не конченным. Значение труда Г. сравнивают с значением глоссы Аккурсия».

В вышеназванном труде им были сведены в одно целое все результаты научной деятельности предшественников Фридриха Карла фон Савиньи, сторонником которого сам фон Глюк никогда не был.
Из ряда других работ фон Глюка, того же экзегетического характера, наиболее выдается «Hermeneutisch-systematische Erörterung der Lehre von der Intestat-Erbfolge». 
Христиан Фридрих фон Глюк умер 20 января 1831 года в Эрлангене почти с пером в руках: за два часа до смерти он еще работал над 35-м томом своего комментария. Современники рассказывали о нём, что он читал иногда по 12 часов в день, завтракая и обедая прямо в аудитории.
Одна из улиц города Эрлангена была названа в честь учёного «Glückstraße».